# Raionul Lanivți, Ternopil
Lanivți (în ucraineană Лановецький район, transliterat: Lanovețkîi raion) este un raion în regiunea Ternopil, Ucraina. Reședința sa este orașul Lanivți.

## Demografie
Componența lingvistică a raionului Lanivți
     Ucraineană (99,16%)
     Alte limbi (0,74%)
Conform recensământului din 2001, majoritatea populației raionului Lanivți era vorbitoare de ucraineană (99,16%), existând în minoritate și vorbitori de alte limbi.